# Anomalophylla obscuripennis
Anomalophylla obscuripennis är en skalbaggsart som beskrevs av Ahrens 2005. Anomalophylla obscuripennis ingår i släktet Anomalophylla och familjen Melolonthidae. Inga underarter finns listade i Catalogue of Life.